# Kapitan (Kriegsmarine)
Kapitan (izvirno nemško Kapitän; dobesedno Kapitan k morju; kratica: Kpt.) je bil najvišji častniški čin v nemški Kriegsmarine, ki je bil prevzet od Reichsmarine (iz časov Weimarske republike). 
Nižji čin je bil kapitan fregate, medtem ko je bil višji komodor. V drugih vejah Wehrmachta (Heer in Luftwaffe) mu je ustrezal čin polkovnika, medtem ko mu je v Waffen-SS ustrezal čin SS-Standartenführerja.

## Napredovanje
Za napredovanje ni bilo določenih časovnih terminov, ampak se je čin podeljeval na podlagi zaslug. Tako je bil Wolfgang Lüth v času 18 mesecev povišan v čin kapitana fregate in kapitana.

## Oznaka čina
Osnovna (naramenska) oznaka čina kapitana korvete je bila sestavljena iz štirih prepletenih vrvic, ki so bile pritrjene na črno podlago ter dveh zvezd. Častniki tehniške stroke pa so imeli na spodnji del epolete dodan še simbol zobnika. 
Narokavna oznaka čina (ki se je nahajala na spodnjem delu rokava) je bila sestavljena iz štirih debelejših zlatih črt in nad njimi sta se nahajali dve petkraki zvezdi.
Oznaka čina za slavnostno uniformo je bila sestavljena iz oznake sidra in dveh kvadratkov na zlati epoleti (z belo obrobo), na katero so bile pritrjene zlate resice.
Galerija
- Narokavna oznaka čina